# Lykathea Aflame
Likatea Aflejm (engl. Lykathea Aflame) је češki tehnički det metal bend koji se smatra jednim od najbolje ocenjenih bendova u istoriji žanra.

## O bendu
Početak priče o bendu počinje daleke 1993. godine. Bend je osnovan pod imenom Appaling Spawn, koji je izdao jedan demo i jedan studijski album, da bi zatim 1999. bubnjar Gabriel napustio bend, a ostali članovi formirali bend Lykathea Aflame.
Mnogi su spekulisali o tome kog je zapravo žanra Lykathea, ali su se svi usaglasili da je album koji su izdali 2000. godine, jedno od najvećih remek dela u metal muzici. Međutim, žanr se može opisati kao spoj tehničkog, progresivnog i brutalnog det metala sa primesama egipatske muzike i tim skalama. 
Izdali su samo jedan jedini studijski album iz 2000. godine - Elvenefris. Nedugo potom, bend je raspušten. Međutim, Petr i Tomaš su se ponovo okupili i napravili bend pod imenom Lykathé. U novembru 2009. godine, njih dvojica su izjavili da posle godina "dremanja" konačno počinju rad na novom albumu, ali to još uvek nije realizovano, ili bar čeka na realizaciju.

## Diskografija
- 2000 - "Elvenefris"

## Članovi

### Poslednja poznata postava
- Tomáš Corn - Bubnjevi
- Petr "Ptoe" Tománek - Gitara, bas gitara, vokal

### Bivši članovi
- Jan Čížek - Bas gitara
- Andy Maresh - Bas gitara
- Martin Corn - Bas gitara
- Gabriel Pavlík - Bubnjevi
- Jakub Švec - Gitara
- Ondra Martínek - Gitara
- Michal Filipi - Gitara
- Václav Zahradník - Klavijature
- Radim Matejka - Vokal
- Veronika Matejková - Vokal